# Heliogomphus
Genre
Heliogomphus est un genre de libellules de la famille des Gomphidae (sous-ordre des Anisoptères, ordre des Odonates). 

## Liste des espèces
Selon GBIF (28 décembre 2023) :
- Heliogomphus aluoiensis Karube, Phan & Ngo, 2020
- Heliogomphus bakeri Laidlaw, 1925
- Heliogomphus bidentatus Kompier & Karube, 2019
- Heliogomphus blandulus Lieftinck, 1929
- Heliogomphus borneensis Lieftinck, 1964
- Heliogomphus cervus Fraser, 1942
- Heliogomphus chaoi Karube, 2004
- Heliogomphus drescheri Lieftinck, 1929
- Heliogomphus gracilis (Krüger, 1899)
- Heliogomphus kalarensis Fraser, 1934
- Heliogomphus kelantanensis (Laidlaw, 1902)
- Heliogomphus lieftincki Fraser, 1942
- Heliogomphus lyratus Fraser, 1933
- Heliogomphus nietneri (Hagen, 1878)
- Heliogomphus olivaceus Lieftinck, 1961
- Heliogomphus promelas (Selys, 1873)
- Heliogomphus retroflexus (Ris, 1912)
- Heliogomphus scorpio (Ris, 1912)
- Heliogomphus selysi Fraser, 1925
- Heliogomphus spirillus (Fraser, 1922)
- Heliogomphus walli Fraser, 1925

## Classification
Le nom valide complet (avec auteur) de ce taxon est Heliogomphus Laidlaw (d), 1922,.

## Publication originale
- (en) F. F. Laidlaw, « A list of the Dragonflies Recorded from the Indian Empire with special Reference to the Collection of the Indian Museum - Part V - The Subfamily Gomphinae », Records of the Indian Museum, Calcutta, vol. 24, no 3,‎ 1922, p. 367-414 (ISSN 0375-099X, OCLC 1427183, DOI 10.26515/RZSI/V24/I3/1922/162726, lire en ligne).